# Neiva
Neiva ist die Hauptstadt und eine Gemeinde (municipio) im Departamento Huila im Süden Kolumbiens, ca. 350 km südlich von Bogotá.
In der näheren Umgebung befinden sich der archäologische Park San Agustín der San-Agustín-Kultur, die Tatacoa-Wüste, sowie der aktive, 5750 m hohe Vulkan Nevado del Huila. Neiva ist Sitz des Bistums Neiva.

## Geographie
Neiva liegt in Huila in der Subregion Subnorte am Ufer des oberen Río Magdalena auf 442 m Höhe. Das Klima ist feuchtwarm und die Durchschnittstemperatur beträgt 28 °C. Neiva liegt zwischen der Zentral- und der Ostkordillere der kolumbianischen Anden. Neiva wird neben dem Río Magdalena von den Flüssen Río Las Ceibas und Río Del Oro durchflossen. Die Gemeinde grenzt im Norden an Tello und Aipe in Huila, im Süden an Rivera und Palermo in Huila, im Osten an San Vicente del Caguán in Caquetá, und im Westen an Planadas in Tolima.

## Bevölkerung
Die Gemeinde Neiva hat 370.318 Einwohner, von denen 345.817 im städtischen Teil (cabecera municipal) der Gemeinde leben. In der Metropolregion leben 499.618 Menschen (Stand: 2022).

### Stadtgliederung
Neiva ist im städtischen Teil in zehn Stadtbezirk (comunas) unterteilt und diese wiederum in insgesamt 117 Viertel (barrios) und 377 Sektoren (sectores). Der ländliche Teil der Gemeinde ist in acht Corregimientos und 21 Sektoren (sectores) unterteilt. Zur inoffiziellen Metropolregion Neiva gehören neben Neiva die Gemeinden Rivera, Palermo, Tello, Baraya, Aipe, Villavieja und Campoalegre.

Comunas und Barrios von Neiva
Corregimientos von Neiva
Metropolregion Neiva

#### Comunasvon Neiva
1. Comuna Noroccidental
2. Comuna Nororiental
3. Comuna Entre Ríos
4. Comuna Central
5. Comuna Oriental
6. Comuna Occidental
7. Comuna Centro Oriente
8. Comuna Suroriental
9. Comuna Norte
10. Comuna Oriente Alto

## Geschichte
Neiva wurde im Jahr 1539 von Juan de Cabrera, einem der Kapitäne der Expedition von Sebastián de Belalcázar in der Nähe des heutigen Campoalegre gegründet. Sie entstand auf einer Erkundungsreise im Zusammenhang mit der Suche nach dem sagenhaften El Dorado, ebenso wie das westlich der Zentralkordillere gelegene Popayán. Elf Jahre nach der Gründung wurde die Stadt aber bei Auseinandersetzungen zwischen Spaniern und Indigenen zerstört und von Juan Alonso an der Stelle des heutigen Villavieja wiederaufgebaut aber kurz darauf von den Pijaos erneut zerstört. An der heutigen Stelle wurde Neiva 1612 von Diego de Ospina y Medinilla gegründet. Auch dieser Standpunkt war umkämpft, konnte sich aber halten. Neiva hatte 1763 etwa 3.000 Einwohner. Die Stadt spielte 1789 eine aktive Rolle beim Comuneros-Aufstand in Neugranada. Nach der Unabhängigkeit wurde die Provinz Neiva dem Departamento Cundinamarca zugeordnet. Ab 1861 war Neiva Teil des neugegründeten Teilstaates Tolima, von dem es lange Zeit Hauptstadt war. Im Tausendtagekrieg (1899–1902) war Neiva Schauplatz der Schlacht von Matamundo. Nach dem Bürgerkrieg wurde das Departamento del Huila gegründet, dessen Hauptstadt Neiva wurde. Die Region um Neiva war stark betroffen von den Gewaltausbrüchen des Unruhejahrzehnts von 1948 bis 1958. Bei einem Erdbeben wurden 1967 viele Gebäude zerstört. 1972 wurde das Bistum Neiva gegründet.

## Wirtschaft
Neiva ist eine der wichtigsten Städte im Süden Kolumbiens und dient als wirtschaftlicher Verbindungspunkt zwischen den Städten Florencia, Mocoa, Popayán und Pasto. Die Wirtschaft der Metropolregion entwickelt sich sehr dynamisch und basiert auf Ökotourismus, Gastronomie, Industrie (u. a. Sitz des Energieversorgers Alcanos) und Handel.

## Verkehr

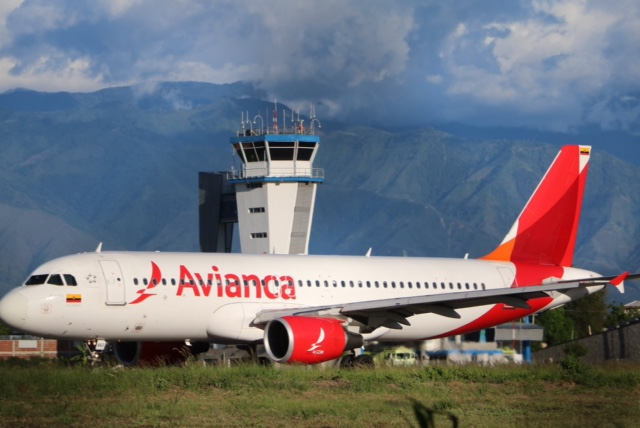
Aeropuerto Benito Salas

Neiva liegt etwa fünf Stunden mit dem Auto von Bogotá entfernt. Die Stadt verfügt zudem über einen eigenen Flughafen, den Aeropuerto Benito Salas, der im Norden des Stadtgebietes liegt. Neiva wird insbesondere von Bogotá aus angeflogen.

## Sport
In Neiva ist der Fußballverein Atlético Huila ansässig, der derzeit in der zweiten kolumbianischen Liga spielt. Die größten Erfolge der Vereinsgeschichte waren bislang zwei Zweitliga-Meisterschaften (1992 und 1997) und zwei Erstliga-Vizemeisterschaften (2007 und 2009). Atlético Huila trägt seine Heimspiele im Estadio Guillermo Plazas Alcid aus, das 1980 eröffnet wurde und 27.000 Zuschauern Platz bietet.
In Neiva wurden die Basketball-Südamerikameisterschaft 2010 und die Basketball-Amerikameisterschaft der Damen 2011 ausgetragen.

## Söhne und Töchter der Stadt
- Misael Pastrana Borrero (1923–1997), Jurist und Politiker
- Jorge Villamil Cordovez (1929–2010), Komponist
- Alfonso Cabezas Aristizábal (* 1943), Bischof von Villavicencio (1993–2009)
- Rodrigo Lara Bonilla (1946–1984), Politiker
- Andrea Olaya (* 1994), Ringerin

## Klimatabelle
|                       | Jan  | Feb  | Mär  | Apr  | Mai  | Jun  | Jul  | Aug  | Sep  | Okt  | Nov  | Dez  |   |      |
| Mittl. Tagesmax. (°C) | 32,9 | 33,0 | 35,3 | 34,2 | 32,6 | 33,0 | 33,8 | 34,5 | 34,6 | 32,6 | 31,5 | 32,0 | ⌀ | 33,3 |
| Mittl. Tagesmin. (°C) | 22,2 | 22,3 | 25,1 | 24,5 | 22,2 | 22,0 | 22,4 | 22,9 | 23,0 | 22,3 | 22,1 | 22,0 | ⌀ | 22,8 |
|                       |      |      |      |      |      |      |      |      |      |      |      |      |   |      |
| Niederschlag (mm)     | 110  | 107  | 124  | 148  | 109  | 50   | 44   | 30   | 59   | 212  | 208  | 142  | Σ | 1343 |
|                       |      |      |      |      |      |      |      |      |      |      |      |      |   |      |
| Sonnenstunden (h/d)   | 6,4  | 5,5  | 5,0  | 4,9  | 5,4  | 5,6  | 5,7  | 5,4  | 5,5  | 5,4  | 5,5  | 6,1  | ⌀ | 5,5  |
|                       |      |      |      |      |      |      |      |      |      |      |      |      |   |      |
| Regentage (d)         | 6    | 8    | 10   | 11   | 10   | 5    | 5    | 3    | 5    | 12   | 13   | 10   | Σ | 98   |
|                       |      |      |      |      |      |      |      |      |      |      |      |      |   |      |
| Luftfeuchtigkeit (%)  | 68   | 68   | 68   | 72   | 70   | 67   | 61   | 57   | 58   | 68   | 74   | 74   | ⌀ | 67,1 |

| 22,2 |

| 22,3 |

| 25,1 |

| 24,5 |

| 22,2 |

| 22,0 |

| 22,4 |

| 22,9 |

| 23,0 |

| 22,3 |

| 22,1 |

| 22,0 |

| 22,2 |

| 22,3 |

| 25,1 |

| 24,5 |

| 22,2 |

| 22,0 |

| 22,4 |

| 22,9 |

| 23,0 |

| 22,3 |

| 22,1 |

| 22,0 |